# Lisette Lanvin
Lisette Lanvin, pseudonyme d'Élisabeth Caremil, est une actrice française, née à Grasse (Alpes-Maritimes) le 3 septembre 1913, et morte à Suresnes le 27 juillet 2004 .

## Filmographie
- 1932 : La Chauve-Souris de Pierre Billon et Carl Lamac
- 1932 : Rouletabille aviateur de Steve Sekely
- 1932 : Le Chien jaune de Jean Tarride
- 1932 : Hôtel des étudiants de Victor Tourjansky
- 1932 : Mon curé chez les riches de Donatien
- 1932 : L'Homme qui ne sait pas dire non de Heinz Hilpert
- 1933 : Au pays du soleil de Robert Péguy
- 1933 : Je vous aimerai toujours - (T'amero sempre) de Mario Camerini
- 1933 : Pas besoin d'argent de Jean-Paul Paulin
- 1933 : Une femme au volant de Kurt Gerron et Pierre Billon
- 1934 : Jeunesse de Georges Lacombe
- 1934 : Le Secret d'une nuit de Félix Gandéra
- 1934 : Étoile filante de Jean-Louis Bouquet (moyen métrage)
- 1934 : Les Géants de la route de Pierre-Jean Ducis (court métrage)
- 1935 : Arènes joyeuses de Karl Anton
- 1935 : Le Chant de l'amour de Gaston Roudès
- 1935 : La Coqueluche de ces dames de Gabriel Rosca
- 1935 : Rose de Raymond Rouleau
- 1936 : Nitchevo de Jacques de Baroncelli : Claire
- 1936 : Jenny de Marcel Carné
- 1936 : Les Deux Favoris de Georg Jacoby
- 1936 : Enfants de Paris de Gaston Roudès
- 1937 : Le Club des aristocrates de Pierre Colombier
- 1937 : Une femme sans importance de Jean Choux
- 1937 : Les Rois du sport de Pierre Colombier
- 1937 : Orage de Marc Allégret
- 1937 : Les Perles de la couronne de Sacha Guitry et Christian-Jaque
- 1938 : Remontons les Champs-Élysées de Sacha Guitry
- 1939 : La Brigade sauvage de Marcel L'Herbier et Jean Dréville
- 1939 : La Mode rêvée de Marcel L'Herbier (court métrage, simple participation)
- 1948 : Métier de fous de André Hunebelle
- 1948 : La Route inconnue de Léon Poirier